# Kirgizistans herrlandslag i ishockey
Kirgizistans herrlandslag i ishockey representerar Kirgizistan i ishockey på herrsidan och kontrolleras av Kirgizistans ishockeyförbund.

## Historik
Kirgizistan medverkade i Vinterspartakiaden 1962 i Sverdlovsk, och representerade Kirgiziska SSR. Kirgizistan spelade tre matcher, och förlorade alla, då man mötte Litauiska SSR, Estniska SSR och Georgiska SSR. Det självständiga Kirgizistan debuterade i Asiatiska vinterspelen. I första matchn vann med mot Thailand med 15-4. Kirgizistan vann slutligen toppivisionen genom att vinna alla sex matcher I serien.

### Fotnoter
1. 1 2  ”Kyrgyzstan All Time Results”. National Teams of Ice Hockey. Arkiverad från originalet den 4 mars 2011. https://web.archive.org/web/20110304064212/http://nationalteamsoficehockey.com/uploads/Krygyzstan_All_Time_Results.pdf. Läst 31 januari 2011.
2. ↑  ”Today there will be last matches in premier division”. Olympic Council of Asia. Arkiverad från originalet den 5 februari 2011. https://www.webcitation.org/5wGZ3JSBk?url=http://www.astana-almaty2011.kz/gis/menu/en/News_Center/article.aspx?flag=1. Läst 5 februari 2011.